# 克劳斯-坎普萨诺超大类星体群
克劳斯-坎普萨诺超大类星体群 （CCLQG；亦称LQG 3 或 U1.28）是一个超大类星体群，由34个类星体组成，横跨20亿光年，是可观测宇宙中已知最大超级结构之一。它坐落于Huge-LQG旁边。它在1991年由天文学家罗杰·克劳斯和路易斯·坎普萨诺发现。

## 特性
克劳斯-坎普萨诺超大类星体群位于95亿光年之外，是一个由34个独立的类星体（由超大质量黑洞驱动的高亮度活跃星系核）组成的宇宙结构，横跨约20亿光年长，10亿光年宽的区域，使它成为可观测宇宙中已知的最大、最奇异的宇宙结构体之一。由于它的平均红移量为1.28，所以被命名为U1.28。它坐落于狮子座中。由于它坐落于黄道之上，因而它也非常出名。它距离Huge-LQG18亿光年距离，Huge-LQG是一个73个类星体组成的群落，发现于2012年。
該类星体群正在接近Huge-LQG，吸引了科學家們的注意。首先，由于它非常接近Huge-LQG，导致两个超大类星体群所在的区域不同于宇宙中尺寸相同、位移相同的其他区域，这两个区域看起来波浪起伏。其次，由于它们位置相近，有人提出这两个结构实际上是一个单一结构，只是由隐约的星际纤维维系着。但能支撑这上述观点证据暫未发现。